# Valentin Hervé
Valentin Hervé est un joueur de rink hockey né le 20 mai 1993. Formé à Quévert, il évolue au sein du club de RAC Saint-Brieuc puis de Créhen.

## Parcours sportif
Il évolue principalement dans l'équipe réserve du HC Quévert en Nationale 2. Mais lors de la saison 2010-2011, et à la fin de la saison précédent, il est intégré à l'effectif de l'équipe première et participe au championnat de Nationale 1. Il est sélectionné lors de la finale de coupe de France en 2013, que son club remporte.

En 2015, ne parvenant pas à intégrer l'équipe première de son club, il décide de quitter le club de Quévert dans lequel il a pris 19 licences pour partir à Saint-Brieuc.

### Palmarès
En 2013, il obtient sa première Coupe de France avec le club de Quévert.
Il est troisième du championnat de France de Nationale 1 en 2011. 